# Frances Howard
Frances Howard, hrabina Somerset (ur. 31 maja 1590, zm. 23 sierpnia 1632) – angielska szlachcianka, będąca centralną postacią słynnego skandalu obyczajowego i zleceniodawcą morderstwa poety Thomasa Overbury za panowania Jakuba I.

## Pochodzenie
Frances urodziła się jako córka Thomasa Howarda, późniejszego pierwszego hrabiego Suffolk i jego żony Catherine Knyvet. Ojciec Frances był drugim synem Thomasa Howarda, czwartego księcia Norfolk, bogatego i wpływowego arystokraty za panowania Henryka VIII i jego dzieci, oraz Margaret Audley. Dziadkami ze strony matki byli sir Henry Knyvet i Elizabeth Stumpe.

## Nieskonsumowane małżeństwo
Frances Howard w wieku czternastu lat wyszła za trzynastoletniego Roberta Devereux, trzeciego hrabiego Essex. Początkowo związek ten miał scementować polityczny sojusz pomiędzy dwoma rodami; młodzi małżonkowie zostali rozdzieleni zaraz po ślubie w celu zapobieżenia jakiemukolwiek zbliżeniu, ponieważ starano się uniknąć przedwczesnej ciąży, która zazwyczaj kończyła się śmiercią położnicy. Essex wyruszył w trwającą trzy lata podróż po Europie (od 1607 do 1609 roku), a kiedy wrócił Frances starała się go za wszelką cenę unikać. W przez czas jego nieobecności zapadła poważnie na ospę i zakochała się w hrabim Somerset. Kiedy wreszcie podjęła kroki w stronę anulowania małżeństwa, nie będąc w stanie występować w swojej sprawie, w jej imieniu działali jej ojciec i wuj, Henryk Howard, hrabia Northampton, który nawet sporządził specjalną petycję w tej sprawie. Ta sytuacja szybko przyciągnęła uwagę ogółu i była powszechnie komentowana przez purytańskie elity. Frances twierdziła, że usiłowała doprowadzić do skonsumowania małżeństwa, ale nie ze swojej winy wciąż pozostaje dziewicą. Została przebadana przez dziesięć matron i dwie położne, które znalazły nienaruszoną błonę dziewiczą. Popularna plotka głosiła, że podczas badania miała ją zastąpić córka polityka sir Tomasza Monsona, co mogło mieć miejsce, jeśli poprosiła o przeprowadzenie badania za zasłoną, wymawiając się względami przyzwoitości.
W odpowiedzi hrabia Essex ogłosił iż jest zdolny do spółkowania z każdą inną kobietą, ale nie był w stanie skonsumować własnego małżeństwa. Według jednego z jego przyjaciół, pewnego ranka (podczas rozmowy z grupą męskich towarzyszy) Devereux wyprostował się i uniósł nocną koszulę by ukazać im swój członek, czym dobitnie dowiódł, że w sensie fizycznym jest zdolny do stosunku. Zapytany dlaczego nie był w stanie zdeflorować żony, oznajmił, że „złorzeczyła mu i obrzuciła wyzwiskami, nazywając go krową, tchórzem i bestią”.
Teoria wpływu demona na nieskonsumowane małżeństwo była poważnie rozważana przez sędziów i zaproponowano by Essex wszedł w skład misji dyplomatycznej wyruszającej do Polski, gdzie miałby sprawdzić czy udałoby się go „odczarować”. Sprawa unieważnienia utknęła w martwym punkcie i prawdopodobnie nie zostałoby one uchwalone, gdyby nie doszło do interwencji ze strony samego króla (Somerset był jego ulubieńcem, co niewątpliwie przyśpieszyło całą procedurę). 25 września 1613 roku Jakub I udzielił zgody na anulowanie małżeństwa. Frances wyszła za mąż za Roberta Carra, hrabiego Somerset 26 grudnia tego samego roku.

## Mordercze sprzysiężenie
Thomas Overbury, bliski przyjaciel i doradca Roberta Carra, usiłował odwieść go od małżeństwa z Frances, ale rodzina Howardów i ich sprzymierzeńcy byli zbyt potężni na dworze. Frakcja wspierająca Frances przekonała króla by zaoferował Overbury'emu stanowisko ambasadora Rosji, wiedząc, że odmówi jego przyjęcia by pozostać w Anglii u boku przyjaciela. Kiedy już do tego doszło, król uznał to za zniewagę i uwięził poetę w Tower, gdzie ten wkrótce zmarł. Od unieważnienie małżeństwa Frances i hrabiego Essex do śmierci Ovebury'ego minęło jedenaście dni.
Wkrótce ujawniono, że Frances nakazała otrucie niewygodnego dla siebie pisarza, zlecając to zadanie swojej damie do towarzystwa i dwórce Annie Turner. Hrabiostwo zostali zesłani do Tower i skazani za morderstwo, ale oszczędzono im egzekucji. Podczas procesu Frances przyznała się do zlecenia zbrodni; jednakże jej mąż dowiódł swojej niewinności. Oboje otrzymali królewskie ułaskawienie w styczniu 1622 roku, a następnie zwolnieni z więzienia. Frances Howard zmarła dziesięć lat później w wieku czterdziestu dwóch lat.
Hrabia i hrabina Somerset mieli jedną córkę urodzoną przez Frances w areszcie domowym, przed uwięzieniem w Tower. Była nią lady Anne Carr, która poślubiła Williama Russella, księcia Bedford.